# Čchao-chu (okres)
Čchao-chu (čínsky 巢湖, pchin-jinem Cháohú) městský okres v městské prefektuře Che-fej v provincii An-chuej v Čínské lidové republice. Leží v něm stejnojmenné jezero Čchao-chu, po kterém je pojmenován. Čchao-chu má necelých devět set tisíc obyvatel a rozlohu přes dva tisíce kilometrů čtverečních.
Na severozápadě sousedí Čchao-chu s Che-fejem, hlavním městem provincie, na západě sousedí s Lu-anem, na jihozápadě s An-čchingem, na jihu s Tchung-lingem, na jihovýchodě s Wu-chu a na východě s Ma-an-šanem a provincií Ťiang-su.